# Лі Дон Кьон
Лі Дон Кьон (кор. 이동경, нар. 20 вересня 1997, Сеул) — південнокорейський футболіст, півзахисник клубу «Ульсан Хьонде» та національної збірної Південної Кореї.

## Клубна кар'єра
Народився 20 вересня 1997 року в місті Сеул. Займався футболом в Старшій школі Хьонде та Університеті Хонгік.
У дорослому футболі дебютував 2018 року виступами за команду «Ульсан Хьонде», в якій взяв участь лише в одному матчі чемпіонату, через що того ж року для отримання ігрової практики відправився в оренду в друголіговий «Анян», де зіграв 10 ігор до кінця сезону.
На початку 2019 року Лі повернувся в «Ульсан Хьонде», з яким у 2020 році виграв Лігу чемпіонів АФК. Станом на 7 серпня 2021 року відіграв за команду з Ульсана 56 матчів в національному чемпіонаті.

## Виступи за збірні
2020 року у складі олімпійської збірної Південної Кореї виграв Молодіжний чемпіонат Азії в Таїланді, забивши на ньому 2 голи у 5 матчах. Цей результат дозволив команді поїхати на футбольний турнір Олімпійських ігор 2020 року у Токіо. На турнірі Лі зіграв у всіх чотирьох іграх, забив 2 голи і дійшов з командою до чвертьфіналу.
5 вересня 2019 року дебютував в офіційних матчах у складі національної збірної Південної Кореї в товариській грі проти Грузії (2:2), вийшовши на заміну на 61 хвилині замість Хван Хі Чана
| Дата       | Місто    | Господарі      | Результат | Гості          | Турнір            | Голи | Примітки |
| ---------- | -------- | -------------- | --------- | -------------- | ----------------- | ---- | -------- |
| 5-9-2019   | Стамбул  | Південна Корея | 2 – 2     | Грузія         | товариський матч  | -    | 61'      |
| 10-10-2019 | Хвасон   | Південна Корея | 8 – 0     | Шрі-Ланка      | Відбір до ЧС 2022 | -    | 76'      |
| 25-3-2021  | Йокогама | Японія         | 3 – 0     | Південна Корея | товариський матч  | -    | 76'      |
| Усього     |          | Матчів         | 3         |                | Голів             | 0    |          |

## Титули і досягнення
- Клубний чемпіон Азії (1):

«Ульсан Хьонде»: 2020
- Чемпіон Азії (U-23): 2020